# Civilisation africaine

Carte de l'Afrique subsaharienne.

La civilisation africaine est une expression désignant l'ensemble des civilisations de l'Afrique subsaharienne,.

## Expression
Tout au long de sa carrière, l'historien sénégalais Cheikh Anta Diop parle d'une civilisation africaine, notamment à travers ses livres : L'Unité culturelle de l'Afrique noire en 1959 ou Antériorité des civilisations nègres : mythe ou vérité historique ? en 1967. Il explique dans ses ouvrages que l'Egypte pharaonique serait d'ailleurs une civilisation négro-africaine et constituerait le berceau des cultures africaines subsahariennes. Cette thèse fait toutefois fortement débat.